# Indigénisation

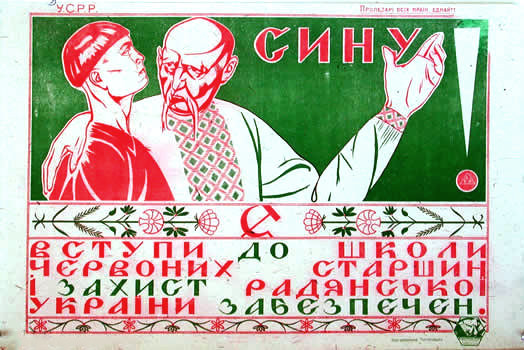
Affiche de propagande soviétique de l'ukrainisation, déclinaison de la politique d'indigénisation en Ukraine soviétique.

L'indigénisation (en russe : коренизация, korenizatsia, parfois francisé en korénisation) est une politique précoce (années 1920 et début des années 1930) de l'Union soviétique pour l'intégration des nationalités non-russes dans les gouvernements de leurs républiques soviétiques spécifiques. Dans les années 1920, la politique d'indigénisation promeut les représentants de la nation titulaire, et de leurs minorités nationales, dans les niveaux administratifs inférieurs du gouvernement local, de la bureaucratie et de la nomenklatura de leurs républiques soviétiques. En russe, le terme korenizatsia dérive de korennoïé nassélénié (« population autochtone »).
Politiquement et culturellement, la politique d'indigénisation vise à éliminer la domination et la culture des Russes dans lesdites républiques soviétiques. La dé-russification est imposée même aux Russes ethniques et à leurs enfants. Par exemple, tous les enfants en Ukraine sont forcés d'apprendre la langue ukrainienne en plus de la langue russe,,. En Tchouvachie, les Tchouvaches doivent apprendre le tchouvache et le russe. Les politiques d'indigénisation facilitent l'établissement par le Parti communiste des langues locales dans le gouvernement et l'éducation, dans l'édition, dans la culture et dans la vie publique. De cette façon, le cadre du Parti communiste local est promu à tous les niveaux de gouvernement, et les Russes ethniques travaillant dans lesdits gouvernements sont tenus d'apprendre la langue locale et la culture de la république soviétique donnée.
L'indigénisation a conduit à la création des raïons nationaux pour les minorités concernées.

## Arrêt de l'indigénisation
En 1930, la biélorussisation est arrêtée à la suite de l'affaire — montée de toutes pièces — de « l'union de libération de Biélorussie ». L'ukrainisation est interrompue fin 1932-début 1933. La politique gouvernementale passe de l'indigénisation à la russification progressive (y compris le passage à l'alphabet cyrillique des langues indigènes), celle-ci devenant plus importante lors de la Seconde Guerre mondiale.